# Bistum Bougainville
Das Bistum Bougainville (lat.: Dioecesis Buganvillensis) ist eine in Papua-Neuguinea gelegene römisch-katholische Diözese mit Sitz in Bougainville. 

## Geschichte

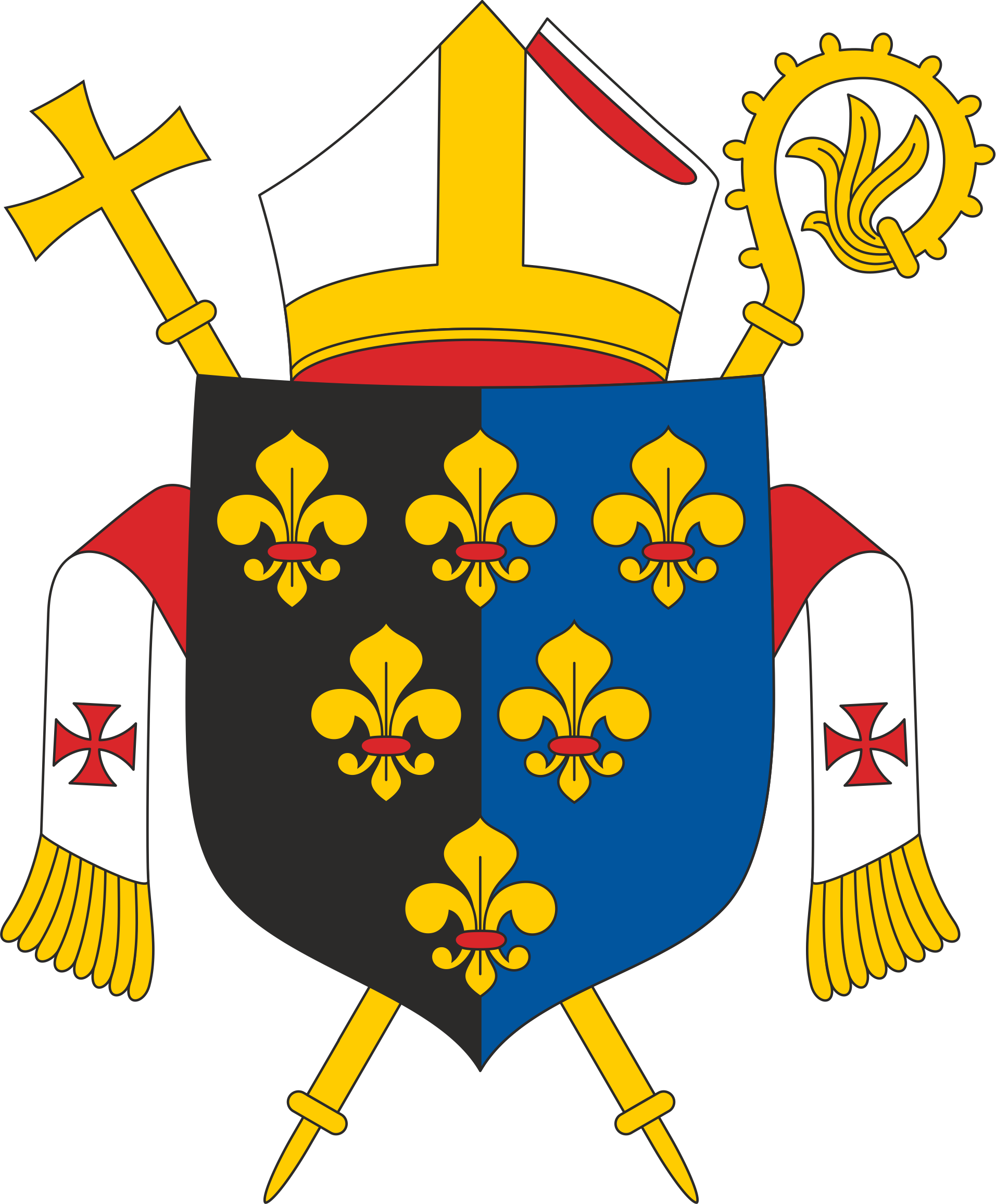
Bistumswappen

Das Bistum Bougainville wurde am 23. Mai 1898 durch Papst Leo XIII. aus Gebietsabtretungen des Apostolischen Vikariates Neupommern als Apostolische Präfektur Deutsche Salomon-Inseln errichtet. Am 21. Januar 1904 wurde die Apostolische Präfektur Deutsche Salomon-Inseln in Apostolische Präfektur Nördliche Salomon-Inseln umbenannt.
Die Apostolische Präfektur Nördliche Salomon-Inseln wurde am 31. Mai 1930 durch Papst Pius XI. mit der Apostolischen Konstitution Cum in praefectura zum Apostolischen Vikariat erhoben. Das Apostolische Vikariat Nördliche Salomon-Inseln gab am 11. Juni 1959 Teile seines Territoriums zur Gründung des Apostolischen Vikariates Westliche Salomon-Inseln ab.
Am 15. November 1966 wurde das Apostolische Vikariat Nördliche Salomon-Inseln durch Papst Paul VI. mit der Apostolischen Konstitution Laeta incrementa zum Bistum erhoben und in Bistum Bougainville umbenannt. Es wurde dem Erzbistum Rabaul als Suffraganbistum unterstellt.
Das Bistum hat während der Bougainville-Krise einen Großteil seiner Besitzungen verloren. Der Bischofssitz befindet sich heute in Hahela, auf der Insel Buka.

## Ordinarien

### Apostolische Präfekten der Nördlichen Salomon-Inseln
- Maurizio Boch SM, 1920–1929

### Apostolische Vikare der Nördlichen Salomon-Inseln
- Thomas James Wade SM, 1930–1960
- Leo Lemay SM, 1960–1966

### Bischöfe von Bougainville
- Leo Lemay SM, 1960–1974
- Gregory Singkai, 1974–1996
- Henk Kronenberg SM, 1999–2009
- Bernard Unabali, 2009–2019
- Dariusz Kałuża MSF, seit 2020